# Bright Side of the Road
Bright Side of the Road è un singolo del cantautore nordirlandese Van Morrison, pubblicato nel 1979 ed estratto dall'album Into the Music.

## Tracce
- 7"

1. Bright Side of the Road
2. Rolling Hills

## Formazione
- Van Morrison – voce, chitarra, armonica
- Herbie Armstrong – chitarra
- Pee Wee Ellis – sassofono tenore
- David Hayes – basso
- Zakir Hussain – tabla
- Mark Isham – tromba
- Mark Jordan – piano
- Katie Kissoon – cori
- Toni Marcus – violino
- Peter Van Hooke – batteria

## Cover
- Il 20 gennaio 2009 Shakira ha interpretato la canzone dal vivo al Neighborhood Ball in occasione dell'insediamento del presidente statunitense Barack Obama.